# Josef Novák (památkář)
PhDr. Josef Novák (8. března 1849, Josefov – 21. října 1927, Praha) byl český středoškolský profesor. Napsal několik publikací o architektonických a uměleckých památkách v Jindřichově Hradci a okolí.